# シルトン・ファンビック
シルトン・ファンビック（Shilton van Wyk、1999年12月22日 - ）は、南アフリカ共和国のラグビーユニオン選手。

## プロフィール
- 南アフリカ共和国・ステレンボッシュ出身[1]。
- ポジションはウィング(WTB)。
- 身長 175cm、体重 74kg
- 7人制南アフリカ共和国代表に選ばれた[2]。

## 略歴
2024年、2024パリ五輪の7人制南アフリカ共和国代表に選ばれて銅メダル獲得。